# Jean-Antoine Gleizes
Jean-Antoine Gleizes (1773-1843) foi um escritor francês e defensor do vegetarianismo, extremamente popular e influente na sua época. A sua obra mais famosa é Thalysie: ou La Nouvelle Existence (1842).